# كاتالينا فيرا
كاتالينا فيرا (بالإسبانية: Catalina Vera)‏ هي عارضة وممثلة تشيلي، ولدت في 1 نوفمبر 1987 في سانتياغو في تشيلي.

## وصلات خارجية
- كاتالينا فيرا على موقع IMDb (الإنجليزية)